# Факула

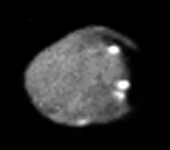
Амальтея. Яскрава пляма вгорі — факула Іда (Ida Facula), внизу — факула Лікт (Lyctos Facula)

Факула (лат. Facula — маленький факел, мн. Faculae) — невелика яскрава область на поверхні небесного тіла (планети, супутника чи астероїда). Термін використовується в планетній номенклатурі — входить до складу власних назв подібних деталей поверхні. У міжнародних (латинських) назвах це слово, як і інші родові терміни, пишеться з великої букви (наприклад, факула Мемфіс — Memphis Facula).

## Природа факул
Природа різних факул різна, оскільки цей термін, як і інші терміни планетної номенклатури, описує лише зовнішній вигляд об'єкту і нічого не каже про його походження. Він навіть не завжди означає світлий колір у видимому діапазоні: факули Титана виділені по інфрачервоному та радарному альбедо.
Природа факул Амальтеї невідома; щодо їх походження є різні версії. Факули Ганімеда та Каллісто — круглі світлі плями діаметром до сотень кілометрів — є палімпсестами (метеоритними кратерами, рельєф яких був згладжений релаксацією крижаної кори супутника). Факули Титана зазвичай мають неправильну форму і неясне походження.

## Назви факул
Термін «факула» було введено у вжиток 1985 року, коли було найменовано ряд факул Ганімеда. Але ще у 1979 році Міжнародний астрономічний союз назвав дві яскраві плями на Амальтеї іменами Іда (Ida) та Лікт (Lyctos). Спочатку в цих назвах не було родового терміну, але згодом до них додали термін «факула».
Станом на 2014 рік найменовані факули та їх групи є на чотирьох супутниках: Амальтеї (2), Ганімеді (13), Каллісто (1) та Титані (14).
Факули на різних небесних тілах називають по-різному:
- на Амальтеї — назвами місцевостей, що фігурують у міфах про Амальтею;
- на Ганімеді — назвами місцевостей, пов'язаних з єгипетськими міфами;
- на Каллісто — іменами богів та інших персонажів, пов'язаних з морозом та снігом, із міфів та казок народів Крайньої Півночі. Станом на 2014 рік на Каллісто найменовано одну факулу — Kol Facula, що носить ім'я велетня з ісландського фольклору;
- на Титані — окремим факулам дають назви земних островів, що не є політично незалежними, а групам факул — назви архіпелагів.